# Jens Lekman
Jens Martin Lekman, född 6 februari 1981 i Angered, är en svensk popmusiker, som först blev uppmärksammad under namnet Rocky Dennis. Jens Lekman är uppvuxen i Hammarkullen i Göteborg men bodde fram till 2007 på sin omskrivna Kalenderväg i sitt lika hatkärleksomskrivna Kortedala. Jens Lekmans musikkarriär tog fart i och med att hans musik spreds på Internet.
I Sverige ligger han på skivbolaget Service, i USA på Secretly Canadian.

## Biografi
Jens Lekman föddes 1981 i Angered i Göteborg. Som liten var han inte särskilt intresserad av musik, men i 14-årsåldern blev han tillfrågad att spela bas i en väns coverband. Detta satte fart på hans egen låtskrivarprocess och han kom snabbt att skriva hundratals låtar.
Efterhand antog han pseudonymen Rocky Dennis, lånat från protagonisten i filmen Mask. Under detta namn började han släppa limiterade CD-R-skivor där den första var The Budgie (2001). Året därefter sammanställde Lekman en samling av sina låtar och skickade en enda kopia till det amerikanska skivbolaget Secretly Canadian, som skrev kontrakt med honom.
2003 gav Lekman ut 7"-singeln Maple Leaves på eget bolag. Singeln blev mycket uppmärksammad och spreds över internet. När det svenska skivbolaget Service återutgav skivan samma år var Lekman ett etablerat namn. I januari 2004 utkom Lekmans andra EP-skiva, Rocky Dennis. Skivan blev hans sista under pseudonymen Rocky Dennis.

### When I Said I Wanted to Be Your Dog
I april 2004 släpptes debutalbumet When I Said I Wanted to Be Your Dog. Skivan mottog goda recensioner och låten "You Are the Light" blev en topptio-hit i Sverige.
Skivan nominerades till tre grammisar: "Årets nykomling", "Årets pop manlig" och "Årets textförfattare", dock utan att vinna någon av kategorierna. Skivan nominerades även till tre P3 Guld-priser: "Årets manliga artist", "Årets nykomling" och "Årets pop". Inte heller här lyckades Lekman vinna några priser. På Manifestgalan samma år vann Lekman två priser, ett i kategorin "Årets pop/rock" och ett i "Årets nykomling".
Han bokades till Hultsfredsfestivalen och spelade på Pampas, festivalens näst största scen.
2004 kom EP-skivorna You Are the Light, I Killed a Party Again, Julie och Rocky Dennis in Heaven samt singeln Hand on Your Heart/If You Ever Need a Stranger (en splitsingel med José González).

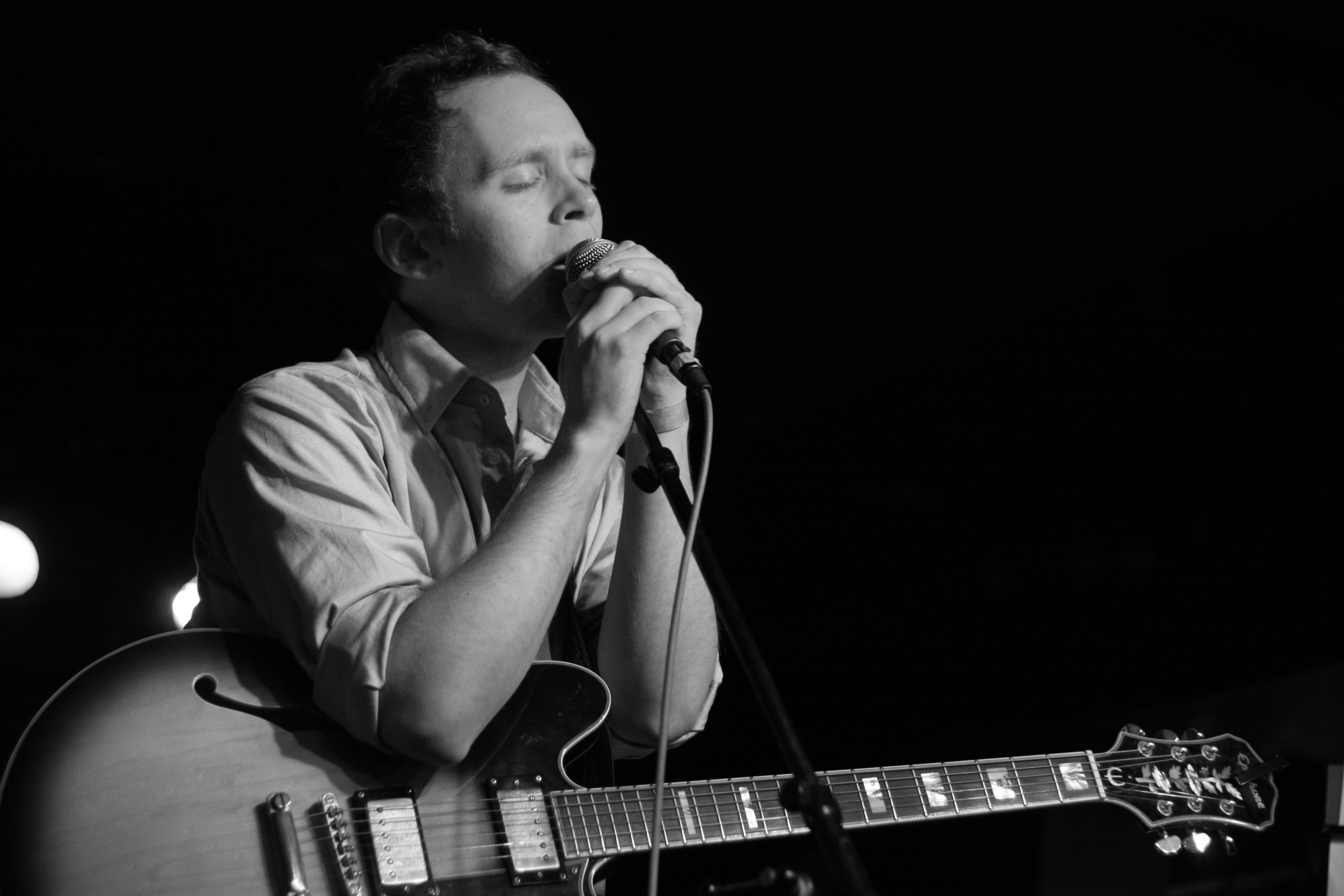
Jens Lekman på Mosebacke 2009.

2005 utkom samlingsalbumet Oh You're So Silent Jens, vilket innehöll låtar från hans tidigare EP-skivor samt tidigare outgivna spår. EP-skivorna The Opposite of Hallelujah, Live at Stora Teatern, You Deserve Someone Better Than a Bum Like Me och USA October 2005 utgavs också innan året var slut. 2006 utkom en splitsingel tillsammans med bandet Blood Music.

### Night Falls Over Kortedala
Lekman kommunicerade via sin hemsida att han tänkte ta ett längre uppehåll från musiken. Istället tog han ett jobb på en lokal bingohall. Han kom emellertid inte att bli långvarig där utan slutade efter endast två dagar. Därefter fokuserade han återigen på musiken.
Arbetet resulterade i Lekmans andra studioalbum, 2007 års Night Falls Over Kortedala. Skivan föregicks av singeln Friday Night at the Drive-in Bingo. 
Night Falls Over Kortedala nominerades till Manifestgalan 2008 i kategon "Årets pop/elektronika", dock utan att vinna. På P3 Guld-galan samma år vann Lekman dock priset i kategorin "Årets pop". Han var även nominerad i kategorin "Årets manliga artist", men där gick priset istället till Lars Winnerbäck.
I anslutning till skivan följde ett års turnerande. Lekman flyttade därefter till Melbourne i Australien, där han bland annat arbetade som DJ. Efter att ha återvänt till Sverige kom han 2011 ut med EP-skivan An Argument with Myself.

## Diskografi

### Album
- When I Said I Wanted to Be Your Dog (Service Records, 7 april 2004; Secretly Canadian, 7 september 2004)
- Night Falls Over Kortedala (Service Records, 5 september 2007; Secretly Canadian, 9 oktober 2007) U.S. #192[11]
- I Know What Love Isn't (Service Records, 4 september 2012)
- Life Will See You Now (Secretly Canadian, 17 februari 2017)

### Samlingsalbum
- Oh You're So Silent Jens (Service Records, 8 juni 2005; Secretly Canadian, 22 november 2005)

### EP
- The Insect EP (egen utgivning, 2000) - 20 exemplar
- 7" Vinyl EP (egen utgivning, 2003) - 250 exemplar
- Maple Leaves (Service Records, 1 oktober 2003; Secretly Canadian, 3 februari 2004)
- Rocky Dennis (Service Records, 21 januari 2004; Secretly Canadian, 6 april 2004)
- I Killed a Party Again (egen utgivning, 29 maj 2004) - 100 exemplar
- Julie (Service Records, 28 juli 2004) - 2 000 exemplar
- You Are the Light (Secretly Canadian, 17 augusti 2004)
- The Opposite of Hallelujah (Thievery; Evil Evil, januari 2005)
- Live at Stora Teatern (Secretly Canadian, 15 februari 2005)
- You Deserve Someone Better Than a Bum Like Me (egen utgivning, maj 2005)
- USA October 2005 (egen utgivning, oktober 2005)
- Kalendervägen 113.D (Service Records, 2007) Bonus-EP som följde med de första exemplaren av Night Falls Over Kortedala
- An Argument with Myself (Secretly Canadian, september 2011)